# Berthold von Henneberg
Berthold von Henneberg(ur. 1441/1442?, zm. 21 grudnia 1504) – biskup Moguncji, kanclerz Rzeszy.
Był dwunastym dzieckiem grafa Jerzego von Henneberg-Römhild – szlacheckiej rodziny z Frankonii i Turyngii. Jednym z jego braci był biskup Bambergu Filip von Henneberg.
Przeznaczony do stanu duchownego, od młodych lat dzierżył stanowiska kościelne w Strasburgu, Kolonii i Bambergu. Po 1464 pełnił funkcje w kapitule w Moguncji. W 1475 został dziekanem. Ukończył studia w Erfurcie i Padwie. Był uczniem Mikołaja z Kuzy.
20 maja 1484, w wieku 43 lat, został jednogłośnie wybrany na biskupa Moguncji, jako następca Albrechta Wettina. Będąc biskupem, księciem Rzeszy i władcą biskupiego księstwa dbał o bezpieczeństwo i porządek publiczny. Wprowadzał pokoje ziemskie między zwaśnionym rycerstwem. Popierał cenzurę kościelną, ale wspomagał uniwersytety, które propagowały idee humanizmu. Odbył dwa synody prowincjonalne w 1487 (w trzecim roku swoich rządów) i 1499.
22 marca 1485 wydał oficjalny zakaz publikowania Pisma Świętego w językach narodowych. 4 stycznia 1486 roku edykt ten utrzymał w mocy. Edykt ten zabraniał tłumaczenia Biblii z łaciny i greki a także rozpowszechniania takich przekładów pod karą ekskomuniki, konfiskaty takich egzemplarzy oraz karą grzywny. Uznawał on język niemiecki jako nienadający się do przekładu Pisma Świętego.
Był znany na dworze cesarskim. Od 1467 działał u boku cesarza Fryderyka III. W 1494 objął kierownictwo cesarskiej kancelarii. Brał udział w słynnym sejmie w Wormacji w 1495. Został obrany przez książąt na rzecznika stanów Rzeszy. Pertraktował z cesarzem Maksymilianem. Przyczynił się do uchwalenia reform ustrojowych Rzeszy: ogłoszenia wieczystego pokoju wormackiego (landfrydu), założenia Sądu Kameralnego Rzeszy, Rady Cesarskiej (która szybko zanikła) i wprowadzenia stałego podatku na rzecz wojska.
Zmarł w 1504 po długiej chorobie, w wieku 63 lat. Jego następcą na tronie biskupim został Jakub von Liebenstein.